# Avīci

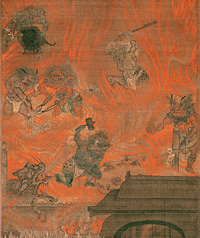
Avīci. In 13e eeuw. Uit een Japanse verzameling

Avīci (Sanskriet en Pali voor "zonder golven" — Chinees: 無間地獄, Wújiàn dìyù en  阿鼻地獄, Ābí dìyù) is het laagste/diepste niveau van de boeddhistische hel waar de doden terechtkomen die de grootste misdaden hebben gepleegd; zoals het met opzet doden van vader of moeder of het doen vloeien van bloed van een boeddha. De Zweedse dj Avicii noemde zichzelf naar dit fenomeen.